# Damien Meslot
Damien Meslot, né le 11 novembre 1964 à Belfort, est un homme politique français. Il est actuellement maire de Belfort et président de la communauté d'agglomération Grand Belfort.

## Biographie
Damien Meslot grandit à Belfort dans la rue Jean-Jaurès (la plus longue de la commune) et fait sa scolarité à l’école primaire de la rue de la Première Armée, puis au collège Châteaudun et au lycée Gustave Courbet[réf. souhaitée]. Il est diplômé de l’école de commerce de Reims et de la Middlesex Business School de Londres et titulaire d’un DESS de droit de la faculté de Strasbourg. Il réalise son service militaire au 35e Régiment d’Infanterie de Belfort en tant que sous-officier.
Adhérent au RPR dès l'âge de quatorze ans, il est élu au conseil général du Territoire de Belfort pour le canton de Belfort-Centre en 1992. Il devient député suppléant lors des élections législatives de 1993 avec l'élection de Jean Rosselot à la députation (1re circonscription du Territoire de Belfort). En 1997, il est nommé secrétaire départemental du RPR, poste qu'il a occupé à la fédération UMP du Territoire de Belfort jusqu'en avril 2016.
Il est élu député UMP le 16 juin 2002, pour la XIIe législature (2002-2007), dans la première circonscription du Territoire de Belfort en battant Raymond Forni, président sortant de l'Assemblée nationale. 
Par ailleurs, Damien Meslot est l'auteur de la proposition de loi no 2535 sur l'obligation d'équiper tous les lieux d'habitation de détecteurs de fumée. Cette proposition de loi a été adoptée en première lecture par l'Assemblée nationale, le 13 octobre 2005, avant d'être intégrée en 2009 à la loi Boutin[réf. souhaitée].

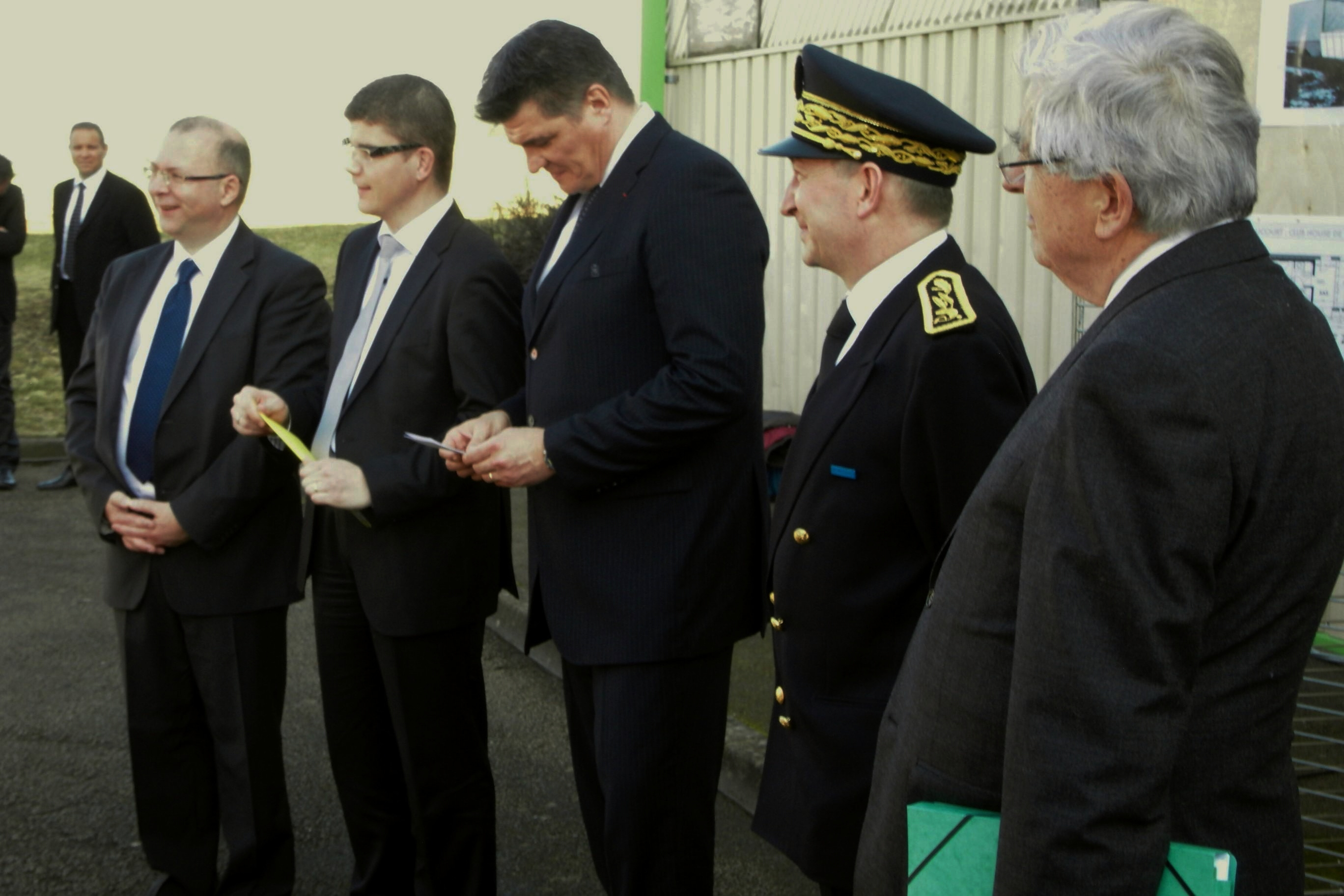
Damien Meslot aux côtés de Cédric Perrin, David Douillet, Benoît Brocart et Jean-Pierre Chevènement.

Lors des élections législatives de 2007, il est réélu député avec 58,66 % (16 478 voix) contre 41,34 % pour la candidate socialiste Anne-Marie Forcinal.
Candidat aux élections municipales de 2008 à Belfort, sa liste recueille 38,06 % au deuxième tour en triangulaire contre le MRC et le MoDem, ce qui s'avère insuffisant pour battre le maire sortant Étienne Butzbach, qui totalise 48,27 % au deuxième tour.
À la suite d'une plainte du Parti socialiste, il est condamné pour outrage à magistrats en février 2009. Il avait alors tenu des propos, lors des élections législatives de 2007, envers le Procureur de la République ainsi qu'un juge d'instruction. 
Candidat UMP à Belfort aux élections municipales de 2014, il l'emporte au second tour le 30 mars 2014, puis est élu maire le 4 avril 2014 par le conseil municipal.
Au terme des élections municipales de 2020 dans le Territoire de Belfort, il est réélu maire de Belfort et président de la communauté d'agglomération du Grand Belfort.
Au sein de l'UMP, Damien Meslot est un « lieutenant de Xavier Bertrand » aux côtés de Gérald Darmanin et d'Alain Joyandet,. Lors de la primaire du parti en 2021, il soutient la candidature de Valérie Pécresse pour le second tour.
En 2023, il est nommé chevalier de l'ordre national de la Légion d'honneur par le ministère de l'Intérieur alors dirigé par Gérald Darmanin, au titre de ses 46 années de service en tant qu'élu,.

## Affaires judiciaires
En 2006, Damien Meslot est mis en examen dans le cadre d'une information judiciaire ouverte pour « atteinte à la sincérité d'un vote par manœuvres frauduleuses », à la suite de la plainte d'une candidate socialiste lors des élections cantonales de 2004. Celle-ci accusait le député d'avoir « suscité deux candidatures » disant « partager les idées de Jean-Marie Le Pen » afin d'affaiblir le score du Front national et d'éviter une triangulaire. Cette accusation est notamment alimentée par le fait qu'un des deux candidats mis en cause est embauché par Damien Meslot quelques semaines après les élections, et qu'il avait déposé une proposition de loi deux ans plus tôt visant à interdire les triangulaires pour « favoriser une gestion des affaires départementales à l'abri des extrêmes ». Sa mise en examen se solde par un non-lieu en 2009, le juge estimant que les agissements reprochés étaient « d'ordre tactique mais ne constituant pas une fraude » et que les candidatures en question avaient obtenu un score trop faible pour influencer le résultat du scrutin.
À la suite d'une plainte du Parti socialiste, il est condamné pour outrage à magistrats en février 2009 pour avoir qualifié un procureur de « gaucho de merde » en mars 2007, auprès d'un policier qui lui apportait une convocation du parquet. Damien Meslot, qui fait à l'époque l'objet de huit plaintes pour diffamation et outrage, dénonce dans un communiqué « l'acharnement » dont il serait victime.
Il est ensuite condamné pour des propos tenus en février 2007, lors d'une réunion publique dans le cadre des élections législatives de 2007. Il avait alors qualifié le procureur de la République ainsi que le juge d'instruction chargé de l'enquête à son encontre pour atteinte à la sincérité du vote de « commissaires politiques » avant d'ajouter : « ces gens-là, je demanderai à ce qu’ils soient mutés, qu’ils quittent le territoire de Belfort parce qu’on ne peut pas leur faire confiance.  […] Il y en a marre de voir [...] des juges rouges qui s’opposent à la volonté du peuple ». En novembre 2010, sa condamnation pour outrage à magistrat, puni d'une amende de 1000€, est confirmée en appel,. Son recours devant la Cour européenne des droits de l'homme est déclaré irrecevable en février 2018,.
En 2017, après les élections législatives où il est élu suppléant de Ian Boucard, leur équipe de campagne est accusée d'avoir diffusé 25 000 faux tracts de la France Insoumise et du Front national appelant à voter pour son concurrent Christophe Grudler. En décembre 2017, l'élection est invalidée par le Conseil constitutionnel puis Ian Boucard est reconnu coupable en 2020 de « détournement de suffrages d'électeurs par manœuvre frauduleuse » et condamné à 7500€ d'amende. Néanmoins, lui et son suppléant Damien Meslot sont réélus lors des élections législatives partielles de février 2018.

## Controverses
En 2013, il prend la parole à l'Assemblée nationale pour dénoncer le comportement des CRS qui l'auraient « molesté » dans le cadre de la Manif pour tous, un mouvement contre le mariage des homosexuels soutenu par son parti.
En 2015, il crée la polémique en affirmant que les chrétiens de Syrie et d'Irak sont « les plus persécutés » tout en se défendant de vouloir « faire le tri » parmi les réfugiés. Alors que Bernard Cazeneuve, ministre de l'Intérieur, condamne ses propos, les proches de Damien Meslot prennent sa défense et rappellent qu'il a « passé un accord avec une association musulmane locale » pour remporter la mairie de Belfort l'année précédente.
En 2024, lors de la fête de l'Aïd el-Fitr, des policiers de Belfort commencent leur service en verbalisant plusieurs fidèles de la grande mosquée de la ville pourtant située dans une rue peu fréquentée. Face aux réactions, l'adjoint à la sécurité affirme « qu'aucune consigne n'a été donnée » tandis que Damien Meslot s'excuse au nom de la commune pour cette « malheureuse initiative de la police municipale » et invite les victimes à renvoyer leurs contraventions à la mairie dans une lettre publiée sur les réseaux sociaux. Cette lettre, relayée par le média d'extrême droite Livre Noir, alimente une polémique locale au cours de laquelle le Rassemblement national et Reconquête condamnent publiquement la réaction du maire,.

## Synthèse des mandats
Assemblée nationale
- 2002 - 2017 : Député du Territoire de Belfort ((XIIe, XIIIe et XIVe législatures)

Conseil général du Territoire de Belfort
- 30 mars 1992 - 4 avril 2014 : Conseiller général du canton de Belfort-Centre

Intercommunalités
- 2014 - 2016 : Président de la Communauté de l'Agglomération Belfortaine
- 2020[24] - 2022 : Président du Pôle métropolitain Nord Franche-Comté

Commune de Belfort
- 19 juin 1995 - 4 avril 2014 : Conseiller municipal de Belfort

### Mandats en cours
- Depuis le 4 avril 2014 : Maire de Belfort
- Depuis janvier 2017 : Président de la communauté d'agglomération du Grand Belfort.

## Décorations
- Chevalier de la Légion d'honneur par décret du 31 décembre 2023[3]